# Parafia wojskowa św. Gabriela Archanioła w Zegrzu
Parafia wojskowa Świętego Gabriela Archanioła w Zegrzu jest parafią podporządkowaną bezpośrednio Wikariuszowi Biskupiemu ds. Koordynacji Pracy Dziekanów. Do roku 2012 parafia należała do Warszawskiego Dekanatu Wojskowego.
Jej proboszczem od 1 lipca 2021 jest ks. płk Radosław Michnowski. Erygowana 21 stycznia 1993. Mieści się przy ulicy płk. Kazimierza Drewnowskiego 1A.

## Historia Parafii

### Kościół pw. św. Małgorzaty
Już w XII w. istniał w Zegrzu drewniany kościół pw. św. Małgorzaty. W roku 1580 miejscowy proboszcz ks. Mikołaj Kępiński wybudował nowy częściowo murowany kościół który rozebrano w 1756 r.

### Kościół pw. św. Antoniego i Barbary
W 1758 r. konsekrowano nowy całkowicie murowany kościół pw. św. Antoniego i Barbary ufundowany przez kasztelana zakroczymskiego Antoniego Krasińskiego.
W 1895 r. w związku z budową przez władze rosyjskie Twierdzy Zegrze rząd carski wykupił cały teren wsi Zegrze wraz z kościołem parafialnym. Za otrzymane pieniądze został wzniesiony kościół w pobliskiej Woli Kiełpińskiej, która jest od tej pory siedzibą „cywilnej” parafii pw. św. Antoniego należącej do diecezji płockiej. Do nowej świątyni przeniesiono sprzęt liturgiczny, księgi metrykalne, epitafia i wyposażenie z kościoła w Zegrzu.

### Cerkiew
Dotychczasowy kościół zamieniony na prawosławną cerkiew garnizonową 1 i 2 zegrzyńskiego fortecznego pułku piechoty został gruntownie przebudowany według projektu rosyjskiego architekta wojskowego płk. Rakinta. Kościół otrzymał wystrój wzorowany na stylu moskiewskim i jarosławskim. Podczas walk w 1915 r. został poważnie uszkodzony.

### Kościół garnizonowy
Po odzyskaniu przez Polskę niepodległości kościół został przekazany Ordynariatowi Polowemu WP. Kościół garnizonowy poświęcono 21 stycznia 1919 roku, a pierwszym proboszczem parafii wojskowej został ksiądz Szymon Żółtkowski. Do 1932 r. prowadzona była przebudowa kościoła według projektu Edgara Norwertha mająca przywrócić mu charakter kościoła katolickiego.
We wrześniu 1944 r. pociski artyleryjskie zniszczyły dach i wieżę kościoła. Żołnierze sowieccy po zajęciu Zegrza zniszczyli znacznie wnętrze strzelając do rzeźb, obrazów i innych elementów wyposażenia. Po wojnie władze komunistyczne nie pozwoliły na jego odbudowę, chociaż został wpisany do rejestru zabytków. W kościele hodowano pieczarki i gołębie, przechowywano płody rolne, systematycznie trwała kradzież cegły. W 1987 roku podjęto decyzję o jego rozebraniu. Mury kościoła wysadzono w powietrze. Pozostała jedynie jedna z dwóch frontowych kolumn, którą umieszczona we wnętrzu kościoła pw. Matki Bożej Fatimskiej w latach 90' XX w.

### Tymczasowa kaplica
Po zmianie ustroju w Polsce 21 stycznia 1993 r. Sławoj Leszek Głódź erygował w Zegrzu parafię wojskową św. Gabriela Archanioła. Jej pierwszym proboszczem został ks. kpt. Jan Maliszewski. W latach 1993–2000 nabożeństwa odbywały się w tymczasowej kaplicy w budynku Klubu Garnizonowego.

### Kościół pw. Matki Bożej Fatimskiej
W 1996 r. zapadła decyzja najpierw o odbudowie przedwojennego kościoła, a gdy okazało się to zbyt kosztowne – budowy nowego. Jeszcze w tym samym roku nowym proboszczem został mianowany ks. kpt. Krzysztof Majsterek. 5 października 1996 roku papież Jan Paweł II poświęcił w Watykanie kamień węgielny pod budowę kościoła. 15 czerwca 1997 roku proboszczem parafii wojskowej w Zegrzu został ksiądz kpt. mgr Zenon Surma z zakonu Klaretynów. 29 maja 2007 r. miała miejsce konsekracja kościoła pw. Matki Bożej Fatimskiej. W uroczystości udział wzięli Tadeusz Płoski i biskup warszawsko-praski Sławoj Leszek Głódź.
Proboszczowie Parafii Wojskowej w Zegrzu: ks. Szymon Żółtkowski, ks. kmdr por. Jan Maliszewski, ks. ppłk Krzysztof Majsterek, ks. płk Zenon Surma, ks. ppłk Waldemar Rawiński, ks. płk Kryspin Rak, śp. ks. por. Antoni Humeniuk, ks. mjr Krzysztof Ziobro, ks. ppłk Marcin Kwiatkowski, ks. kan. płk Radosław Michnowski. 